# Slijtage
Slijtage is het (ongewenst) eroderen van materiaal door een actie van een ander lichaam. De studie naar slijtage heet tribologie (wrijvingskunde). 
Om slijtage te voorkomen, kan men voorwerpen bedekken met harde materialen. Deze bedekking wordt een coating of thin film genoemd, afhankelijk van de dikte. Een andere methode is smering, waarbij er een (meestal vloeibare) laag tussen de lichamen bestaat. Bij 'slijtage' binnen de gewrichten van het menselijk lichaam spreekt men van artrose. Echte slijtage komt niet voor in het menselijk lichaam.

## Geplande slijtage
Voor geplande, vroegtijdige slijtage, zie geplande veroudering.